# Боцман и попугай
«Бо́цман и попуга́й» — серия кукольных советских мультипликационных фильмов из пяти выпусков о невероятных приключениях двух главных героев — неунывающего боцмана Ромы и его лучшего верного друга — попугая, снятых по мотивам сказок Вадима Коростылёва. Многие фразы из этого мультфильма стали крылатыми.
- Первый выпуск — 1982 год — 9 мин 42 с.
- Второй выпуск — 1983 год — 9 мин 19 с.
- Третий выпуск — 1985 год — 10 мин 03 с.
- Четвёртый выпуск — 1985 год — 9 мин 42 с.
- Пятый выпуск — 1986 год — 10 мин.

## Сюжет

### Первый выпуск
Боцман Роман возвращается домой из долгого плавания по тропическим морям и привозит попугая. Он его учит говорить «Рома», и попугай повторяет имя моряка всю ночь с разными интонациями, не давая ему спать. Сначала боцман намеревается выбросить попугая в окно, но раздумывает. Наутро, будучи не выспавшимся, боцман относит попугая на птичий рынок и продаёт — его покупает женщина для заболевшего сына. Мальчик кормит попугая витаминами, и он становится сильнее под их эффектом, а потом, сломав прутья клетки, улетает обратно к боцману. На следующее утро боцман снова продаёт попугая на птичьем рынке. Но у покупателя дома живёт кот, который пытается съесть птицу, и попугай снова улетает к боцману. Затем боцмана приглашают на день рождения знакомые (в книге — сестра, в мультфильме родство не упоминается), у которых живёт самка попугая Рики. В качестве подарка он приносит своего попугая. Но когда боцман возвращается домой, он падает в обморок — его ожидают два попугая.

### Второй выпуск
Попугай читает газету, в которой написан заголовок «Подвиг моряка» с двумя снимками. Вчера, Рома спасал маленькую девочку, которая провалилась под лёд (снимок первый), но серьёзно простудился и с воспалением лёгких попал в больницу (Снимок второй). Попугай хочет вместе с Рики навестить хозяина, но не знает, что в больнице карантин. Пытаясь попасть в больницу, попугай ходит по разным врачам, но безуспешно, а когда всё-таки добивается своего, выясняется, что Рома вылечился.

### Третий выпуск
На киностудию срочно требуется говорящий попугай для съёмок в фильме «Сокровища капитана Флинта». И один нехороший человек, надеясь немного заработать, ловит попугая. Сам же он по просьбе режиссёра соглашается на главную роль пирата в фильме ввиду своей фактурной внешности. Попугай, конечно, становится артистом, но не желает называть похитителя Флинтом, а называет, как своего настоящего хозяина — Рома (вернее, зовёт боцмана, не зная, что его рядом нет). Во время съёмок попугай всячески мешает «пирату» «захватывать» мирное судно, чем заставляет режиссёра устраивать новые дубли. Благодаря вмешательству милиции попугай снова оказывается у боцмана дома. А фильм в итоге снимают по-другому — пират становится добрым.

### Четвёртый выпуск
Попугаи, увидев по телевизору мультфильм по мотивам басни «Ворона и Лисица», жалеют ворону. Они летят искать ворону и находят возле зоопарка, приглашают в гости и кормят сыром. Но гостья оказывается очень нахальной — она громко каркает и исполняет танец с саблями. Только после того, как ворона залетает в холодильник, она понимает свои ошибки, извиняет за своё неприличное поведение и улетает в окно.

### Пятый выпуск
Боцман Роман вместе с двумя попугаями летит на дельтаплане. Неожиданно сильный порыв ветра закручивает дельтаплан, и Рома падает в орлиное гнездо на скале, откуда спрыгивает в реку. Он выходит на берег, находит пещеру, где разводит костёр, чтобы согреться и высушить одежду. В той же пещере живёт снежный человек, который наблюдает за Ромой, ворует его одежду, но оставляет на себе только штаны. Рома прогнал его и пытается вернуть его одежды. Брошенную куртку видят попугаи и с криками бросаются на снежного человека. Йети убегает и ныряет в озеро, оттуда всплывает существо с длинной шеей, похожее на Лох-Несское чудовище. Снежный человек вылезает на берег и скатывается прямо на криптозоолога, который ищет следы снежного человека. Туда же прибегает боцман и прилетают попугаи, где они знакомятся со снежным человеком.

## Создатели
- Автор сценария: Юрий Орловский
- Кинорежиссёр: Михаил Каменецкий
- Художники-постановщики: Виктор Дудкин (1-3), Нина Юсупова (3), Марина Курчевская (4 и 5)
- Композитор: Игорь Космачёв
- Кинооператор: Юрий Каменецкий (1 и 2), Александр Чеховский (3-5)
- Звукооператор: Владимир Кутузов
- Художники-мультипликаторы: Ирина Собинова-Кассиль (1, 2 и 5), Вячеслав Шилобреев (1-4), Алла Соловьёва (1), Наталья Дабижа (2), Сергей Олифиренко (3 и 4), Сергей Косицын (3 и 5), Михаил Письман (4), Роман Митрофанов (5)
- Куклы и декорации изготовили: Олег Масаинов (1-5), Валерий Петров (1-5), Михаил Колтунов (1-5), Павел Гусев (1-5), Виктор Гришин (1-5), Наталия Барковская (1-5), Светлана Знаменская (1-5), Наталия Гринберг (1-5), Нина Молева (1-5), Александр Беляев (1-5), Владимир Аббакумов (1-4), Марина Чеснокова (1-4), Галина Филиппова (1), Александр Горбачёв (1, 2 и 5), Валентин Ладыгин (1), Александр Максимов (1 и 2), Людмила Рубан (1 и 2), Семён Этлис (1), Сергей Попов (2-5), Владимир Маслов (2-5), А. Уткин (2), Николай Меньчуков (3-5), Анна Ветюкова (3-5), Владимир Алисов (3 и 4), Лилианна Лютинская (3-5), Николай Закляков (3-5), Владимир Конобеев (5)
- Монтажёр: Галина Филатова
- Редактор: Наталья Абрамова (1 и 2), Татьяна Папорова (3-5)
- Директор съёмочной группы: Григорий Хмара (все серии)

#### Роли озвучивали
- Ефим Кациров — попугай (все серии)
- Ольга Громова — попугаиха Рики (все серии)[2]
- Роман Филиппов — боцман Рома (все серии)
- Владимир Басов-младший — кинорежиссёр (3)
- Анатолий Баранцев — дрессировщик (3)
- Елена Санаева — ворона (4)
- Т. Нестерова — лисица (4)
- Наталия Журавлёва — учительница английского языка на граммофонной пластинке (4)
- Юрий Волынцев — снежный человек Хомо Траглатитус (5)
- Всеволод Ларионов — криптозоолог (5)

## Культурные отсылки
- Во втором выпуске эпизодический персонаж — пациент больницы с перевязанной щекой — очень похож на директора школы из мультфильма «Чебурашка идёт в школу».
- В третьем выпуске персонаж-кинорежиссёр очень похож на актёра и режиссёра Владимира Басова. Озвучил эту роль его сын Владимир Басов-младший[3].
- В той же серии в кабинете ассистента по актёрам висит афиша фильма «Мы из джаза».
- Фраза «Птичку жалко!» произнесена почти с такой же интонацией, как в фильме «Кавказская пленница», откуда она и взята.

## Выставки
- Кукол из мультфильмов «Боцман и попугай» можно увидеть в Московском Музее Анимации в зале «Союзмультфильм»[4].